# Erioptera (Mesocyphona) bievexa
Erioptera (Mesocyphona) bievexa is een tweevleugelige uit de familie steltmuggen (Limoniidae). De soort komt voor in het Neotropisch gebied.